# Copa Santa Fe (fútbol)
La Copa Santa Fe es una competencia oficial del fútbol argentino a nivel provincial organizada anualmente por la Federación Santafesina de Fútbol, que se disputa por el sistema de eliminación directa y en la que participan los equipos de la provincia de Santa Fe de todas las divisiones del fútbol argentino junto con los representantes de cada liga regional de la provincia.
Su primera edición se llevó a cabo en 2016 y actualmente se disputa como una sucesora de la Copa Campeón de Campeones de Santa Fe, en paralelo con la Copa Federación. El club ganador del torneo se corona con el título de «Campeón Provincial».

## Antecedentes

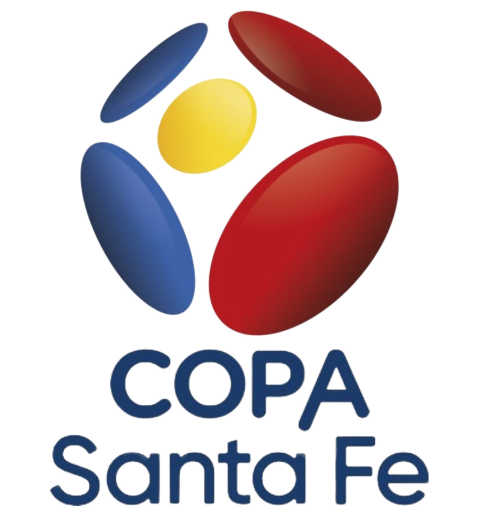
Logo de la competición entre 2016 y 2023.

El antecesor histórico de la Copa Santa Fe es la Copa Campeón de Campeones de Santa Fe, una competencia en la que los equipos campeones de cada una de las ligas regionales de la provincia de Santa Fe competían entre sí para lograr el título provincial. El torneo gozaba de una gran jerarquía ya que enfrentaba a los clubes más fuertes de toda la provincia.
Luego de un tiempo la Copa Campeón de Campeones de Santa Fe dejó de disputarse, y unos años después durante la década del 2000 apareció la Copa Federación, torneo que buscaba asemejarse a su antecesor pero que no tuvo el mismo éxito, jerarquía e importancia ya que muchos clubes campeones rechazaban su cupo y la Federación Santafesina de Fútbol debía realizar invitaciones a otros equipos para poder llevar a cabo el torneo. Por esta razón la Copa Federación se convirtió en una competencia en la que la mayoría de los participantes son clubes amateurs y/o que no gozan de gran peso en sus respectivas ligas regionales.
En 2016, la Federación Santafesina de Fútbol planteó la idea de volver a realizar una competencia prestigiosa entre los clubes más grandes de la provincia, naciendo así la Copa Santa Fe.

### Sucesión de competiciones
| Desde 1932 a 1938                 |
| --------------------------------- |
| Trofeo Gobernador de la Provincia |

| Desde 1964 hasta 1970    |
| ------------------------ |
| Copa de Oro de Campeones |

| Desde los años 1980 hasta 2006        |
| ------------------------------------- |
| Copa Campeón de Campeones de Santa Fe |

| Desde 2006 hasta 2016 |
| --------------------- |
| Copa Federación       |

| De 2016 en adelante | De 2016 en adelante |
| ------------------- | ------------------- |
| Copa Federación     | Copa Santa Fe       |

## Sistema de disputa
El formato de la Copa Santa Fe presenta muchas similitudes con la Copa Argentina y, al igual que dicha competición, ha experimentado ligeros cambios a lo largo de sus distintas ediciones. Sin embargo, siempre ha manteniendo como regla general que todas las instancias son de eliminación directa, ya sea ida y vuelta o a partido único. Si una serie finaliza empatada en el global, se define por penales.

## Ligas regionales participantes
| Liga                                    | Localidad                |
| --------------------------------------- | ------------------------ |
| Asociación Rosarina de Fútbol           | Rosario                  |
| Liga Cañadense de Fútbol                | Cañada de Gómez          |
| Liga Casildense de Fútbol               | Casilda                  |
| Liga de Fútbol Regional del Sud         | Villa Constitución       |
| Liga Departamental de Fútbol San Martín | San Jorge                |
| Liga Deportiva del Sur                  | Alcorta                  |
| Liga Esperancina de Fútbol              | Esperanza                |
| Liga Galvense de Fútbol                 | Gálvez                   |
| Liga Interprovincial de Fútbol          | Chañar Ladeado           |
| Liga Ocampense de Fútbol                | Villa Ocampo             |
| Liga Rafaelina de Fútbol                | Rafaela                  |
| Liga Reconquistense de Fútbol           | Reconquista              |
| Liga Regional Ceresina de Fútbol        | Ceres                    |
| Liga Regional Paivense de Fútbol        | Laguna Paiva             |
| Liga Regional Sanlorencina de Fútbol    | San Lorenzo              |
| Liga Regional Totorense de Fútbol       | Totoras                  |
| Liga Santafesina de Fútbol              | Santa Fe de la Vera Cruz |
| Liga Venadense de Fútbol                | Venado Tuerto            |
| Liga Verense de Fútbol                  | Vera                     |

## Historial
| Newell's Old Boys Asociación Rosarina | [ n 1 ] |

| Atlético San Jorge Liga Departamental San Martín | Sportivo Rivadavia (VT) Liga Venadense |

| Unión (Santa Fe) Liga Santafesina | Atlético San Jorge Liga Departamental San Martín |

| Colón (Santa Fe) Liga Santafesina | Ben Hur Liga Rafaelina |

| Rosario Central Asociación Rosarina | Atlético de Rafaela Liga Rafaelina |

| Colón (Santa Fe) Liga Santafesina | Sportivo Las Parejas Liga Cañadense |

| Atlético de Rafaela Liga Rafaelina | Ferrocarril del Estado Liga Rafaelina |

## Palmarés
| Equipo                    | Títulos | Subcampeón | Años campeón | Años subcampeón |
| ------------------------- | ------- | ---------- | ------------ | --------------- |
| Unión (Sunchales)         | 2       | -          | 2016, 2018   |                 |
| Sportivo Las Parejas      | 1       | 1          | 2019         | 2016            |
| Rosario Central           | 1       | 1          | 2017         | 2023            |
| Juventud (Esperanza)      | 1       | -          | 2024         |                 |
| Unión (Santa Fe)          | 1       | -          | 2023         |                 |
| Argentino (Rosario)       | 1       | -          | 2022         |                 |
| Juventud Pueyrredón       | -       | 1          |              | 2024            |
| 9 de Julio (Rafaela)      | -       | 1          |              | 2022            |
| Central Córdoba (Rosario) | -       | 1          |              | 2019            |
| Colón (Santa Fe)          | -       | 1          |              | 2018            |
| Atlético de Rafaela       | -       | 1          |              | 2017            |

### Títulos por liga regional
| Liga regional       | Títulos | Subcampeón | Equipos campeones                             |
| ------------------- | ------- | ---------- | --------------------------------------------- |
| Asociación Rosarina | 2       | 2          | Rosario Central (1) y Argentino (Rosario) (1) |
| Liga Rafaelina      | 2       | 2          | Unión (Sunchales) (2)                         |
| Liga Santafesina    | 1       | 1          | Unión (Santa Fe) (1)                          |
| Liga Cañadense      | 1       | 1          | Sportivo Las Parejas (1)                      |
| Liga Esperancina    | 1       | 0          | Juventud (Esperanza) (1)                      |
| Liga Venadense      | 0       | 1          |                                               |